# Idiops hepburni
Idiops hepburni là một loài nhện trong họ Idiopidae.
Loài này thuộc chi Idiops. Idiops hepburni được J. Hewitt miêu tả năm 1919.